# Сингх, Мохиндер Пал
Мохиндер Пал Сингх (англ. Mohinder Pal Singh; род. 16 октября 1962, Мератх, Уттар-Прадеш) — индийский хоккеист на траве, защитник. Участник летних Олимпийских игр 1988 года, бронзовый призёр летних Азиатских игр 1986 года.

## Биография
Мохиндер Пал Сингх родился 16 октября 1962 года в индийском городе Мератх.
Окончил школу святой Марии в Мератхе.
Играл в хоккей на траве за «Индийские авиалинии».
В 1982 году был капитаном юниорской сборной Индии на чемпионате мира в Куала-Лумпуре. В том же сезоне дебютировал в главной сборной страны.
В 1986 году в составе сборной Индии завоевал бронзовую медаль хоккейного турнира летних Азиатских игр в Сеуле. В том же году участвовал в чемпионате мира в Лондоне, где индийцы заняли последнее, 12-е место, забил 2 мяча в ворота сборной Пакистана.
В 1988 году вошёл в состав сборной Индии по хоккею на траве на летних Олимпийских играх в Сеуле, занявшей 6-е место. Играл на позиции защитника, провёл 7 матчей, забил 5 мячей (по два в ворота сборных Канады и Аргентины, один — Пакистану).